# میشل زوکارلی
میشل زوکارلی (فرانسوی: Michel Zucarelli‎؛ زادهٔ ۳۰ اکتبر ۱۹۵۳) دوچرخه‌سوار اهل فرانسه است.